# Черну
Черну (рум. Cernu) — село у повіті Бакеу в Румунії. Входить до складу комуни Подурі.
Село розташоване на відстані 228 км на північ від Бухареста, 28 км на південний захід від Бакеу, 108 км на південний захід від Ясс, 117 км на північний схід від Брашова.

## Населення
За даними перепису населення 2002 року у селі проживали 1296 осіб, з них 1295 осіб (99,9%) румунів. Усі жителі села рідною мовою назвали румунську.